# Ca l'Eures
Ca l'Eures és un edifici del municipi de Sant Feliu Sasserra (Bages) protegida com a bé cultural d'interès local.

## Descripció
Es tracta d'una casa de dues plantes i baixos, situada al bell mig de la part antiga del nucli de Sant Feliu Sasserra. Coberta a doble vessant, el ràfec de la teulada és d'una volada considerable, sent sostingut per caps de biga de fusta. La porta d'entrada, força interessant, és d'arc de mig punt amb grans dovelles. Les finestres tenen llinda, muntants i ampit de pedra.
A l'interior de la planta baixa hi ha el pati de l'escala per als pisos superiors.

## Història
La casa de Cal Eures està documentada des de l'any 1337 però la construcció actual respon bàsicament a l'obra de 1670.